# Scania AB
Scania AB, original Scania-Vabis este o companie suedeză producătoare de autovehicule comerciale și speciale, sediul aflându-se în Södertälje, Suedia.

## Inceputuri
Compania a fost fondata in anul 1891 in oraselul Sodertalje, ca Scania Vabis (din 1900 Maskinfabriks-aktiebolaget Scania) in Malmo, provincia Scania si in 1911 sediul s-a mutat tot in Sodertalje.
-în ziua de astăzi, compania deține fabrici în Brazilia, Franța, Rusia, România, Polonia și Țările de Jos.
-compania se extinde pe scara globala, concret, în fabricile Scania la nivel mondial lucreaza peste 40.000 de angajati
-înainte de camioane, compania a produs autovehicule (compania concureaza cu Volvo). Amuzanta faza este, ca, fabrica Volvo se află în Göteborg (vestul Suediei iar Scania în estul Suediei)
Cifra de afaceri în 2008: 4 miliarde dolari

## Scania în România
Compania este prezentă și în România, din anul 2000.
Cifra de afaceri:
| Anul          | 2008 | 2005 | 2004 |
| ------------- | ---- | ---- | ---- |
| milioane euro | 45   | 7,6  | 3,7  |